# Cochliomyia violacea
Espèce
Cochliomyia violacea est une espèce de la famille des Calliphoridae. Sa larve pourrait provoquer une myiase cavitaire chez l'homme.

## Distribution
On trouve notamment C violecea en Guyane française.

## Systématique
Le nom valide complet (avec auteur) de ce taxon est Cochliomyia violacea Macquart, 1843.